# He Touched Me - The Gospel Music of Elvis Presley
He Touched Me - The Gospel Music of Elvis Presley (pt:Tocou-Me - A Música Gospel de Elvis Presley) é um documentário de 1999 que aborda de maneira surpreendente o lado religioso de Elvis e a sua paixão pela música gospel. Contém depoimentos de amigos e companheiros de palco do rei do rock. Mostra algumas das maiores interpretações desse gênero musical tão amado por Elvis, no entanto, também é exibido algumas interpretações de canções que não são necessariamente deste gênero. Foi relançado em 2005 em formato DVD duplo, além de um CD duplo.

## Conteúdo
- Bastidores dos shows
- Infância, família e a vida cristã
- Alguns dos detalhes de sua morte e sepultamento
- Informações dos discos e canções gospel gravadas por Elvis
- Surpreendente testemunho de uma cura que teria sido realizada através de uma oração de Elvis.

## Canções
- An American Trilogy
- You Gave Me a Moutain
- Wher Could I Go But To The Lord
- Up Aboved My Head
- Saved
- How Great Thou Art
- I'll Remember You
- In The Ghetto
- Peace in The Valley
- Swing Down, Sweet Chariot
- Walk Mile in My Shoes
- If I Can Dream
- I, John
- Lead Me, Guide Me
- Bosom of Abraham
- entre outras

## Ficha técnica adicional
- Apresentação: Sander Vanocur
- Formatos: Vídeo, DVD e CD

## Números
- He Touched Me Vol.1 e Vol.2 (VHS) - Disco de Ouro - (1999)

## Observações
1. ↑  Relançamento
2. ↑  Aproximadamente (volumes 1 e 2)